# Prometazin

Strukturformel.

Prometazin (varunamn: Lergigan) är ett neuroleptikabesläktat starkt antihistamin ur gruppen fentiazinderivat.
Prometazin används bland annat för att dämpa ångest, oro, illamående, yrsel, sömnstörningar, allergiska reaktioner och klåda. För dess yrsel- och illamåendedämpande effekt används den bland annat vid Ménières sjukdom och graviditet. Prometazin används inom psykiatrin som ett alternativ till bensodiazepiner, eftersom prometazin till skillnad från bensodiazepiner inte är beroendeframkallande. Ett annat användningsområde är premedicinering inför operationer som vållar stark oro.
Substansen framställdes (syntetiserades) första gången år 1946 i Frankrike. Läkemedlet godkändes i USA av FDA den 29 mars 1951.
Vanliga biverkningar är muntorrhet och dåsighet.
Medicinen är receptbelagd i Sverige.

## Beredningsformer
Prometazin kan administreras oralt, rektalt (med stolpiller), intravenöst eller intramuskulärt. I Sverige finns prometazin dock endast i tablettform samt som oral lösning.

## Farmakodynamik

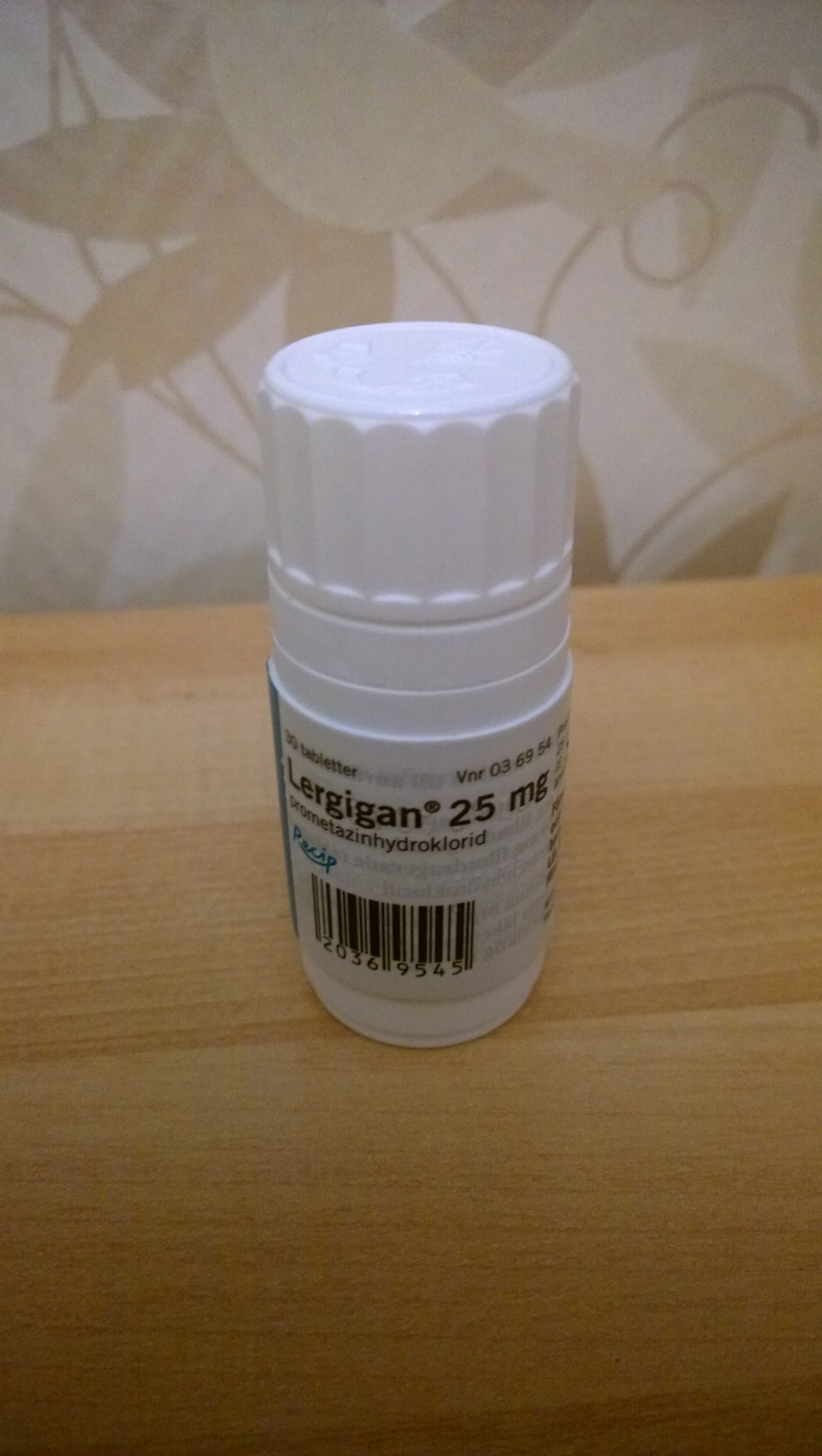
En burk Prometazin (Lergigan), 25 mg.

Prometazin verkar genom att blockera histaminreceptor H1, adrenerga och kolinerga receptorer samt mesolimbiska dopaminreceptorer.